# Mazda5
Mazda5 är en bilmodell tillverkad av Mazda. Den är till skillnad från CX-7 inte crossoverbetonad utan snarare betonad som arbetshäst eller familjebuss. En mycket flexibel bil som fått 5 stjärnor i Euro NCAP. Den första versionen kom 2005, den andra kom 2010.

## Motoralternativ
| Modell | År        | Motor                   | Cylindervolym | Effekt | Vridmoment | Bränslesystem      |
| ------ | --------- | ----------------------- | ------------- | ------ | ---------- | ------------------ |
| 1.8    | 2005-     | 4-cyl radmotor DOHC 16V | 1798 cm³      | 115 hk | 165 Nm     | Bränsleinsprutning |
| 2.0    | 2005-2010 | 4-cyl radmotor DOHC 16V | 1999 cm³      | 145 hk | 185 Nm     | Bränsleinsprutning |
| 2.0    | 2010-     | 4-cyl radmotor DOHC 16V | 1999 cm³      | 150 hk | 191 Nm     | Direktinsprutning  |
| 1.6 CD | 2010-     | 4-cyl radmotor SOHC 8V  | 1560 cm³      | 115 hk | 270 Nm     | Turbodiesel        |
| 2.0 DE | 2005-2010 | 4-cyl radmotor DOHC 16V | 1998 cm³      | 110 hk | 310 Nm     | Turbodiesel        |
| 2.0 DE | 2005-2010 | 4-cyl radmotor DOHC 16V | 1998 cm³      | 143 hk | 360 Nm     | Turbodiesel        |

## Galleri

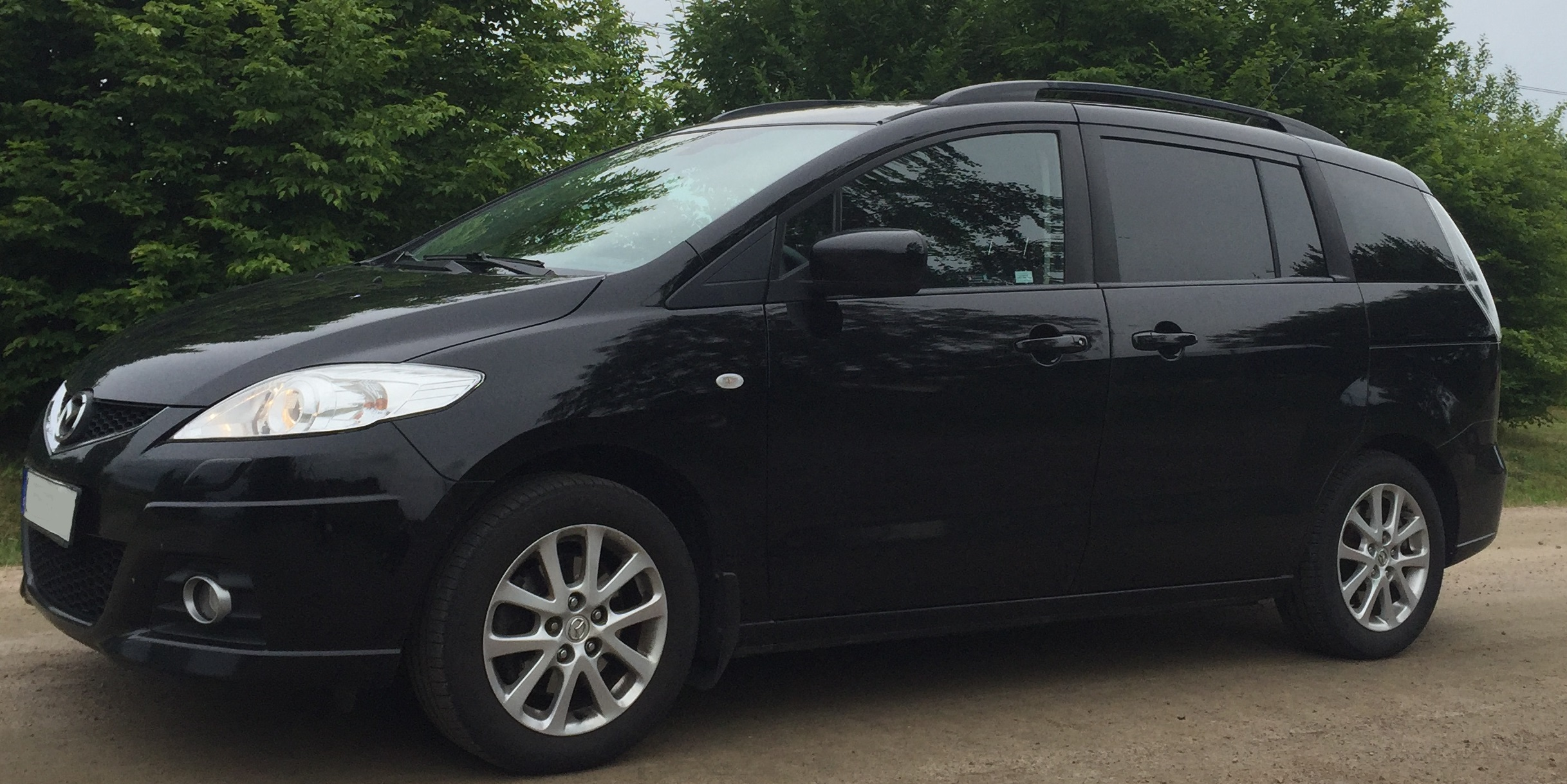
Mazda5 Limited Edition 2010.
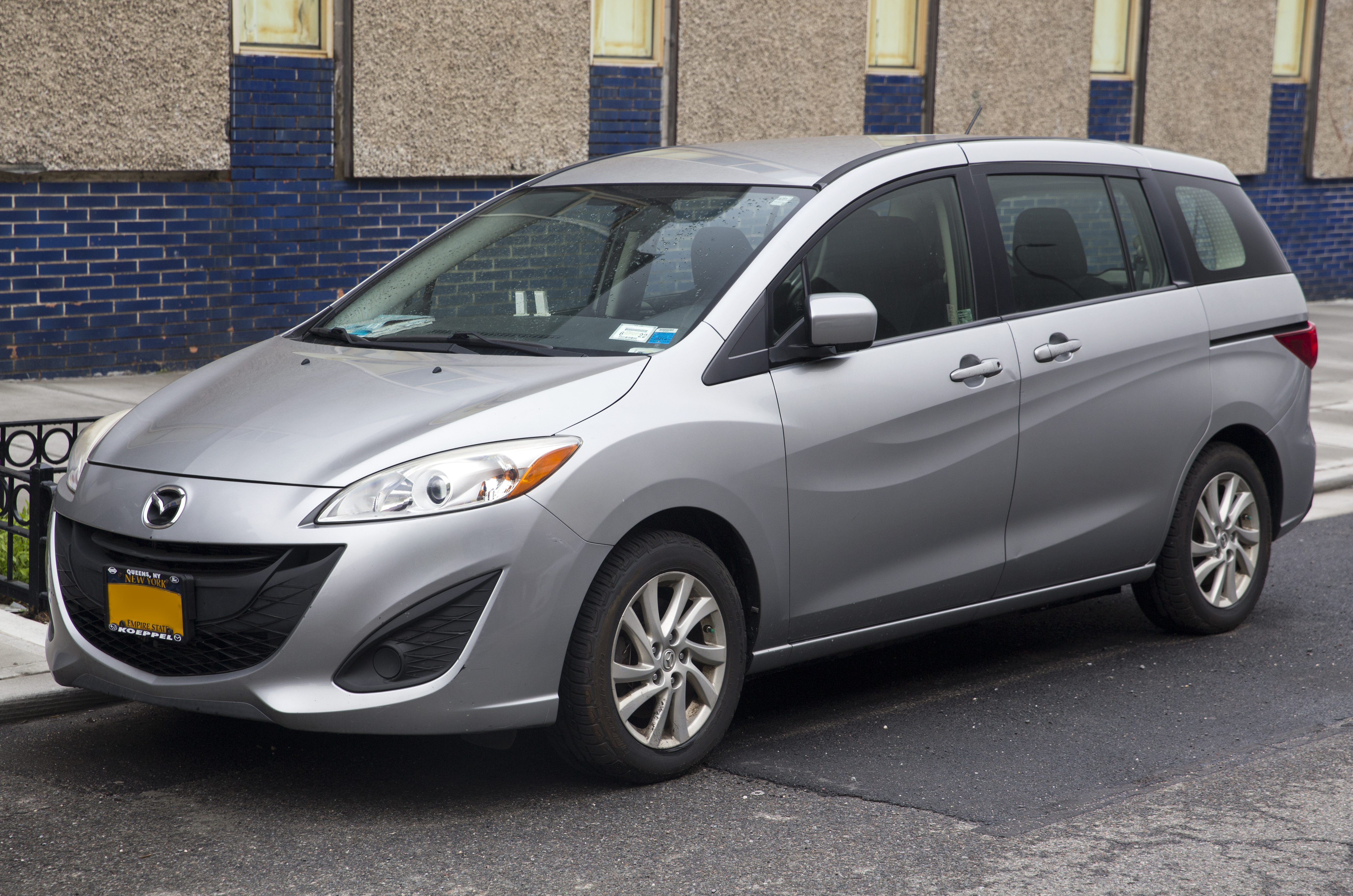
2012 Mazda5 Sport (andra generationen)
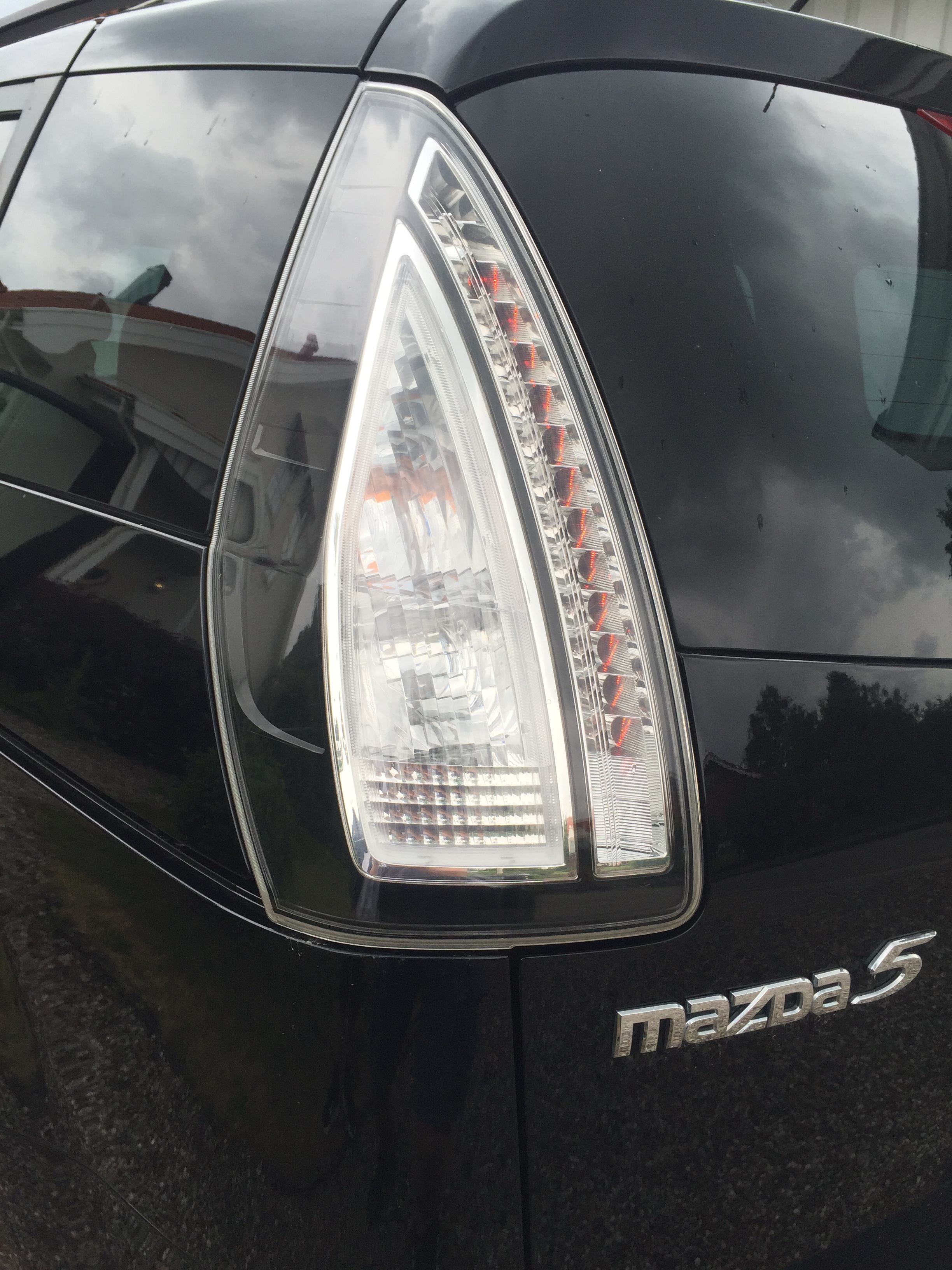
Baklyktor på en Mazda5 Limited Edition 2010.